# شروينة
شروينة هي مدينة في مقاطعة جوانرود، إيران. عدد سكان هذه المدينة هو 648 في سنة 2006.